# Đường cao tốc Donghae
| Các tuyến đường cao tốc trước năm 2001 (Điểm xuất phát tính trước ngày 24/08/2001) | Các tuyến đường cao tốc trước năm 2001 (Điểm xuất phát tính trước ngày 24/08/2001) | Các tuyến đường cao tốc trước năm 2001 (Điểm xuất phát tính trước ngày 24/08/2001) |
| ---------------------------------------------------------------------------------- | ---------------------------------------------------------------------------------- | ---------------------------------------------------------------------------------- |
| Kí hiệu tuyến đường Năm sử dụng                                                    |                                                                                    |                                                                                    |
| Năm 1983 ~ 1997                                                                    | Năm 1997 ~ 2001                                                                    |                                                                                    |
| Tên tuyến đường                                                                    | Đường cao tốc Donghae (Đường cao tốc số 5)                                         | Đường cao tốc Donghae (Đường cao tốc số 5)                                         |
| Điểm bắt đầu                                                                       | Sokcho-si, Gangwon-do                                                              | Sokcho-si, Gangwon-do                                                              |
| Điểm kết thúc                                                                      | Donghae-si, Gangwon-do                                                             | Donghae-si, Gangwon-do                                                             |

Đường cao tốc Donghae (Tiếng Hàn: 동해 고속도로; Donghae Gosok Doro), gần giống nghĩa với "Đường cao tốc bờ Đông", là một đường cao tốc ở Hàn Quốc, nối Sokcho đến Busan. Nó có số là 65 và dự kiến rằng đường cao tốc này sẽ dần dần mở rộng tất cả các đường dọc theo bờ biển phía Đông đến Haeundae ở Busan. Độ dài của nó là 62.1 km. Nó là một phần của Đường Xuyên Á số 6 ().

## Lịch sử
- 26 tháng 3 năm 1974: Công trình khởi công
- 14 tháng 10 năm 1975: Mojeon~Donghae mở cửa lưu thông. (2 làn)
- 11 tháng 7 năm 1986: Công trình khởi công đoạn Jukheon~Mojeon
- 15 tháng 12 năm 1988: Đoạn Jukheon~Donghae mở cửa lưu thông. (2 làn)
- 20 tháng 8 năm 1999: Mở rộng 4 làn ở Hyeonnam~Donghae.
- Tháng 11 2001: Công trình khởi công đoạn Haeundae~Ulsan
- 26 tháng 11 năm 2001: Đoạn Hyeonnam~Gangneung mở cửa lưu thông. (4 làn)
- 24 tháng 11 năm 2004: Đoạn Gangneung~Donahae mở cửa lưu thông. (4 làn)
- Tháng 12 2004: Công trình khởi công đoạn Hyeonnam~Sokcho.
- 29 tháng 12 năm 2008: Đoạn Haeundae~Ulsan mở cửa lưu thông. (6 làn)
- 31 tháng 3 năm 2009: Công trình khởi công đoạn Donghae~S.Samcheok
- Tháng 6 2009: Công trình khởi công đoạn Ulsan~Pohang
- 27 tháng 12 năm 2009: Đoạn Hyeonnam~Hajodae mở cửa lưu thông.
- 21 tháng 12 năm 2012: Đoạn Hajodae~Yangyang mở cửa lưu thông.
- Tháng 11 2014: Đoạn Donghae~Nam Samcheok mở cửa lưu thông.
- Tháng 12 2014: Đoạn Ulsan~Pohang mở cửa lưu thông.
- Tháng 12 2015: Đoạn Yangyang~Sokcho mở cửa lưu thông.
- 2020: Đoạn Pohang~NamSamcheok mở cửa lưu thông.

## Tổng quan

### Số làn đường
- 6 làn, 4 làn

(6 làn khứ hồi: Songjeong - Ulsan / 4 làn khứ hồi: Điểm bắt đầu - Songjeong, Ulsan - Cảng Nampo, Geundeok - Sokcho)

### Chiều dài
- 204,58 km

(Điểm xuất phát - Ulsan: 47,2km / Ulsan - Namgyeongju: 22,72km / Namgyeongju - Donggyeongju: 11,6 km / Donggyeongju - Cảng Nampo: 19,42km / Geundeok - Donghae: 18,56 km / Donghae - Yangyang: 85,08km / Yangyang - Sokcho: 18,89km)

### Tốc độ giới hạn
- Tối đa: 100 km/h, Tối thiểu: 50 km/h

(Tuy nhiên, tối đa 80km/h từ điểm xuất phát đến Songjeong)

### Đường hầm
- Đối với đoạn giữa Busan ~ Pohang, phần chính của đường hầm được đăng trong thông báo/thông báo về Đạo luật giao thông đường bộ được trích dẫn.

Nội dung bên dưới là các đường hầm theo các đoạn được chỉ định của Đường cao tốc Donghae.

Đoạn Busan ~ Pohang
| Tên hầm            | Vị trí                                                         | Chiều dài | Năm hoàn thành | Ghi chú         |
| ------------------ | -------------------------------------------------------------- | --------- | -------------- | --------------- |
| Hầm Haeundae       | Songjeong-dong, Haeundae-gu, Busan                             | 680m      | 2008           |                 |
| Hầm Gijang 1       | Daera-ri, Gijang-eup, Gijang-gun, Busan                        | 460m      | 2008           | Hướng đi Pohang |
| Hầm Gijang 1       | Daera-ri, Gijang-eup, Gijang-gun, Busan                        | 522m      | 2008           | Hướng đi Busan  |
| Hầm Gijang 2       | Seobu-ri, Gijang-eup, Gijang-gun, Busan                        | 304m      | 2008           | Hướng đi Pohang |
| Hầm Gijang 2       | Seobu-ri, Gijang-eup, Gijang-gun, Busan                        | 265m      | 2008           | Hướng đi Busan  |
| Hầm Ilgwang        | Wonri, Ilgwang-eup, Gijang-gun, Busan                          | 150m      | 2008           |                 |
| Hầm Onyang         | Gosan-ri, Onyang-eup, Ulju-gun, Ulsan                          | 240m      | 2008           |                 |
| Hầm Munsu          | Mugeo-dong, Nam-gu, Ulsan                                      | 1,599m    | 2008           | Hướng đi Pohang |
| Hầm Munsu          | Mugeo-dong, Nam-gu, Ulsan                                      | 1,508m    | 2008           | Hướng đi Busan  |
| Hầm Daun 1         | Daun-dong, Jung-gu, Ulsan                                      | 569m      | 2015           | Hướng đi Pohang |
| Hầm Daun 1         | Daun-dong, Jung-gu, Ulsan                                      | 374m      | 2015           | Hướng đi Busan  |
| Hầm Daun 2         | Daun-dong, Jung-gu, Ulsan                                      | 128m      | 2015           | Hướng đi Busan  |
| Hầm Daun 3         | Daun-dong, Jung-gu, Ulsan                                      | 429m      | 2015           | Hướng đi Pohang |
| Hầm Daun 3         | Daun-dong, Jung-gu, Ulsan                                      | 411m      | 2015           | Hướng đi Busan  |
| Hầm Daun 4         | Daun-dong, Jung-gu, Ulsan                                      | 615m      | 2015           | Hướng đi Pohang |
| Hầm Daun 4         | Daun-dong, Jung-gu, Ulsan                                      | 613m      | 2015           | Hướng đi Busan  |
| Hầm Beomseo 1      | Seosa-ri, Beomseo-eup, Ulju-gun, Ulsan                         | 803m      | 2015           | Hướng đi Pohang |
| Hầm Beomseo 1      | Seosa-ri, Beomseo-eup, Ulju-gun, Ulsan                         | 805m      | 2015           | Hướng đi Busan  |
| Hầm Beomseo 2      | Dusan-ri, Beomseo-eup, Ulju-gun, Ulsan                         | 610m      | 2015           | Hướng đi Pohang |
| Hầm Beomseo 2      | Dusan-ri, Beomseo-eup, Ulju-gun, Ulsan                         | 585m      | 2015           | Hướng đi Busan  |
| Hầm Beomseo 3      | Dusan-ri, Beomseo-eup, Ulju-gun, Ulsan                         | 283m      | 2015           | Hướng đi Pohang |
| Hầm Beomseo 3      | Dusan-ri, Beomseo-eup, Ulju-gun, Ulsan                         | 275m      | 2015           | Hướng đi Busan  |
| Hầm Beomseo 4      | Nokdong-ri, Oedong-eup, Gyeongju-si, Gyeongsangbuk-do          | 2,833m    | 2015           | Hướng đi Pohang |
| Hầm Beomseo 4      | Dusan-ri, Beomseo-eup, Ulju-gun, Ulsan                         | 2,708m    | 2015           | Hướng đi Busan  |
| Hầm Oedong 1       | Nokdong-ri, Oedong-eup, Gyeongju-si, Gyeongsangbuk-do          | 300m      | 2015           | Hướng đi Pohang |
| Hầm Oedong 1       | Dusan-ri, Beomseo-eup, Ulju-gun, Ulsan                         | 553m      | 2015           | Hướng đi Busan  |
| Hầm Oedong 2       | Naengcheon-ri, Oedong-eup, Gyeongju-si, Gyeongsangbuk-do       | 3,086m    | 2015           | Hướng đi Pohang |
| Hầm Oedong 2       | Naengcheon-ri, Oedong-eup, Gyeongju-si, Gyeongsangbuk-do       | 3,103m    | 2015           | Hướng đi Busan  |
| Hầm Oedong 3       | Naengcheon-ri, Oedong-eup, Gyeongju-si, Gyeongsangbuk-do       | 41m       | 2015           | Hướng đi Busan  |
| Hầm Munmudaewang 1 | Janghang-ri, Munmudaewang-myeon, Gyeongju-si, Gyeongsangbuk-do | 7,543m    | 2016           | Hướng đi Pohang |
| Hầm Munmudaewang 1 | Janghang-ri, Munmudaewang-myeon, Gyeongju-si, Gyeongsangbuk-do | 7,540m    | 2016           | Hướng đi Busan  |
| Hầm Munmudaewang 2 | Ipcheon-ri, Munmudaewang-myeon, Gyeongju-si, Gyeongsangbuk-do  | 234m      | 2015           |                 |
| Hầm Munmudaewang 3 | Hoam-ri, Munmudaewang-myeon, Gyeongju-si, Gyeongsangbuk-do     | 466m      | 2015           | Hướng đi Pohang |
| Hầm Munmudaewang 3 | Hoam-ri, Munmudaewang-myeon, Gyeongju-si, Gyeongsangbuk-do     | 530m      | 2015           | Hướng đi Busan  |
| Hầm Munmudaewang 4 | Yongdong-ri, Munmudaewang-myeon, Gyeongju-si, Gyeongsangbuk-do | 217m      | 2015           | Hướng đi Pohang |
| Hầm Munmudaewang 4 | Yongdong-ri, Munmudaewang-myeon, Gyeongju-si, Gyeongsangbuk-do | 203m      | 2015           | Hướng đi Busan  |
| Hầm Munmudaewang 5 | Yongdong-ri, Munmudaewang-myeon, Gyeongju-si, Gyeongsangbuk-do | 2,443m    | 2015           | Hướng đi Pohang |
| Hầm Munmudaewang 5 | Yongdong-ri, Munmudaewang-myeon, Gyeongju-si, Gyeongsangbuk-do | 2,442m    | 2015           | Hướng đi Busan  |
| Hầm Ocheon 1       | Yongdong-ri, Munmudaewang-myeon, Gyeongju-si, Gyeongsangbuk-do | 161m      | 2015           |                 |
| Hầm Ocheon 2       | Yongdong-ri, Munmudaewang-myeon, Gyeongju-si, Gyeongsangbuk-do | 436m      | 2015           | Hướng đi Pohang |
| Hầm Ocheon 2       | Yongdong-ri, Munmudaewang-myeon, Gyeongju-si, Gyeongsangbuk-do | 391m      | 2015           | Hướng đi Busan  |
| Hầm Ocheon 3       | Jinjeon-ri, Ocheon-eup, Nam-gu, Pohang-si, Gyeongsangbuk-do    | 546m      | 2015           | Hướng đi Pohang |
| Hầm Ocheon 3       | Jinjeon-ri, Ocheon-eup, Nam-gu, Pohang-si, Gyeongsangbuk-do    | 581m      | 2015           | Hướng đi Busan  |
| Hầm Ocheon 4       | Jinjeon-ri, Ocheon-eup, Nam-gu, Pohang-si, Gyeongsangbuk-do    | 293m      | 2015           | Hướng đi Pohang |
| Hầm Ocheon 4       | Jinjeon-ri, Ocheon-eup, Nam-gu, Pohang-si, Gyeongsangbuk-do    | 278m      | 2015           | Hướng đi Busan  |
| Hầm Ocheon 5       | Jinjeon-ri, Ocheon-eup, Nam-gu, Pohang-si, Gyeongsangbuk-do    | 2,202m    | 2015           | Hướng đi Pohang |
| Hầm Ocheon 5       | Galpyeong-ri, Ocheon-eup, Nam-gu, Pohang-si, Gyeongsangbuk-do  | 2,178m    | 2015           | Hướng đi Busan  |
| Hầm Ocheon 6       | Galpyeong-ri, Ocheon-eup, Nam-gu, Pohang-si, Gyeongsangbuk-do  | 187m      | 2015           | Hướng đi Pohang |
| Hầm Ocheon 6       | Galpyeong-ri, Ocheon-eup, Nam-gu, Pohang-si, Gyeongsangbuk-do  | 232m      | 2015           | Hướng đi Busan  |
| Hầm Ocheon 7       | Galpyeong-ri, Ocheon-eup, Nam-gu, Pohang-si, Gyeongsangbuk-do  | 178m      | 2015           | Hướng đi Pohang |
| Hầm Ocheon 7       | Galpyeong-ri, Ocheon-eup, Nam-gu, Pohang-si, Gyeongsangbuk-do  | 200m      | 2015           | Hướng đi Busan  |

Đoạn Samcheok ~ Sokcho
| Tên hầm         | Vị trí                                              | Chiều dài | Năm hoàn thành | Ghi chú           |
| --------------- | --------------------------------------------------- | --------- | -------------- | ----------------- |
| Hầm Geundeok    | Geumgye-ri, Geundeok-myeon, Samcheok-si, Gangwon    | 2,473m    | 2016           | Hướng đi Sokcho   |
| Hầm Geundeok    | Geumgye-ri, Geundeok-myeon, Samcheok-si, Gangwon    | 2,558m    | 2016           | Hướng đi Samcheok |
| Hầm Jeokno      | Jeokno-dong, Samcheok-si, Gangwon                   | 542m      | 2016           | Hướng đi Sokcho   |
| Hầm Jeokno      | Jeokno-dong, Samcheok-si, Gangwon                   | 487m      | 2016           | Hướng đi Samcheok |
| Hầm Sajik       | Sajik-dong, Samcheok-si, Gangwon                    | 237m      | 2016           | Hướng đi Sokcho   |
| Hầm Sajik       | Sajik-dong, Samcheok-si, Gangwon                    | 302m      | 2016           | Hướng đi Samcheok |
| Hầm Namyang     | Seongnam-dong, Samcheok-si, Gangwon                 | 327m      | 2016           | Hướng đi Sokcho   |
| Hầm Namyang     | Seongnam-dong, Samcheok-si, Gangwon                 | 380m      | 2016           | Hướng đi Samcheok |
| Hầm Jiga        | Jiga-dong, Donghae-si, Gangwon                      | 508m      | 2016           | Hướng đi Sokcho   |
| Hầm Jiga        | Jiga-dong, Donghae-si, Gangwon                      | 490m      | 2016           | Hướng đi Samcheok |
| Hầm Gwiun       | Gwiun-dong, Donghae-si, Gangwon                     | 305m      | 2016           | Hướng đi Sokcho   |
| Hầm Gwiun       | Gwiun-dong, Donghae-si, Gangwon                     | 290m      | 2016           | Hướng đi Samcheok |
| Hầm Donghae     | Pyeongneung-dong, Donghae-si, Gangwon               | 300m      | 2004           |                   |
| Hầm Gangneung 1 | Sanseong-ri, Gangdong-myeon, Gangneung-si, Gangwon  | 450m      | 2004           | Hướng đi Sokcho   |
| Hầm Gangneung 1 | Sanseong-ri, Gangdong-myeon, Gangneung-si, Gangwon  | 535m      | 2004           | Hướng đi Samcheok |
| Hầm Gangneung 2 | Sanseong-ri, Gangdong-myeon, Gangneung-si, Gangwon  | 210m      | 2004           |                   |
| Hầm Gangneung 3 | Sanseong-ri, Gangdong-myeon, Gangneung-si, Gangwon  | 140m      | 2004           |                   |
| Hầm Gangneung 4 | Sanseong-ri, Gangdong-myeon, Gangneung-si, Gangwon  | 960m      | 2004           | Hướng đi Sokcho   |
| Hầm Gangneung 4 | Imgok-ri, Gangdong-myeon, Gangneung-si, Gangwon     | 960m      | 2004           | Hướng đi Samcheok |
| Hầm Gangneung 5 | Eonbyeol-ri, Gangdong-myeon, Gangneung-si, Gangwon  | 2,075m    | 2004           | Hướng đi Sokcho   |
| Hầm Gangneung 5 | Eonbyeol-ri, Gangdong-myeon, Gangneung-si, Gangwon  | 2,095m    | 2004           | Hướng đi Samcheok |
| Hầm Hyeonnam    | Bukbun-ri, Hyeonnam-myeon, Yangyang-gun, Gangwon    | 958m      | 2009           | Hướng đi Sokcho   |
| Hầm Hyeonnam    | Bukbun-ri, Hyeonnam-myeon, Yangyang-gun, Gangwon    | 971m      | 2009           | Hướng đi Samcheok |
| Hầm Hyeonbuk    | Jangyo-ri, Hyeonbuk-myeon, Yangyang-gun, Gangwon    | 543m      | 2009           | Hướng đi Sokcho   |
| Hầm Hyeonbuk    | Jangyo-ri, Hyeonbuk-myeon, Yangyang-gun, Gangwon    | 550m      | 2009           | Hướng đi Samcheok |
| Hầm Yangyang 1  | Geoma-ri, Yangyang-eup, Yangyang-gun, Gangwon       | 470m      | 2016           | Hướng đi Sokcho   |
| Hầm Yangyang 1  | Geoma-ri, Yangyang-eup, Yangyang-gun, Gangwon       | 516m      | 2016           | Hướng đi Samcheok |
| Hầm Yangyang 2  | Geoma-ri, Yangyang-eup, Yangyang-gun, Gangwon       | 887m      | 2016           | Hướng đi Sokcho   |
| Hầm Yangyang 2  | Geoma-ri, Yangyang-eup, Yangyang-gun, Gangwon       | 874m      | 2016           | Hướng đi Samcheok |
| Hầm Ganghyeon 1 | Seokgyo-ri, Ganghyeon-myeon, Yangyang-gun, Gangwon  | 140m      | 2016           |                   |
| Hầm Ganghyeon 2 | Gangseon-ri, Ganghyeon-myeon, Yangyang-gun, Gangwon | 50m       | 2016           |                   |
| Hầm Cheongdae   | Joyang-dong, Sokcho-si, Gangwon                     | 1,532m    | 2016           | Hướng đi Sokcho   |
| Hầm Cheongdae   | Joyang-dong, Sokcho-si, Gangwon                     | 1,570m    | 2016           | Hướng đi Samcheok |
| Hầm Nohak       | Nohak-dong, Sokcho-si, Gangwon                      | 30m       | 2016           |                   |

## Nút giao thông · Giao lộ
- IC và JC: Giao lộ, TG: Trạm thu phí, SA: Khu vực dịch vụ
- Đơn vị đo khoảng cách là km.
  - Phần màu xanh dương nhạt (■): Đường cao tốc Busan–Ulsan do tư nhân vận hành

| Số                               | Tên                              | Tên                              | Khoảng cách                      | Tổng khoảng cách                 | Kết nối                                                                                                 | Vị trí                           | Vị trí                           | Ghi chú |
| Số                               | Tiếng Anh                        | Hangul                           | Khoảng cách                      | Tổng khoảng cách                 | Kết nối                                                                                                 | Vị trí                           | Vị trí                           | Ghi chú |
| Kết nối trực tiếp với Jangsan-ro | Kết nối trực tiếp với Jangsan-ro | Kết nối trực tiếp với Jangsan-ro | Kết nối trực tiếp với Jangsan-ro | Kết nối trực tiếp với Jangsan-ro | Kết nối trực tiếp với Jangsan-ro                                                                        | Kết nối trực tiếp với Jangsan-ro | Kết nối trực tiếp với Jangsan-ro | Kết nối trực tiếp với Jangsan-ro |
| -------------------------------- | -------------------------------- | -------------------------------- | -------------------------------- | -------------------------------- | --- | -------------------------------- | -------------------------------- | --- |
|                                  |                                  | 부산기점                         | -                                | -                                | Tuyến đường thành phố Busan 77 (Jangsan-ro)                                                             | Busan                            | Haeundae-gu                      | |
| 1-1                              | E.Busan                          | 동부산                           | 4.50                             | 4.50                             | Tuyến đường thành phố Busan 2302 (Dongbusangwangwang-ro)                                                | Busan                            | Gijang-gun                       | Thanh toán phí khi đi vào hướng Sokcho và Busan                                                                                     |
| 1                                | Haeundae-Songjeong TG            | 해운대송정 요금소                |                                  |                                  | Tuyến đường thành phố Busan 23 (Gijang-daero)                                                           | Busan                            | Gijang-gun                       | Cổng thu phí tuyến chính (nút giao thông, cổng thu phí tích hợp) Chỉ có thể đi đến các hướng Busan và Sokcho Trạm thu phí Gijang cũ |
| 1                                | Haeundae                         | 해운대                           | 1.53                             | 6.03                             | Tuyến đường thành phố Busan 23 (Gijang-daero)                                                           | Busan                            | Gijang-gun                       | Cổng thu phí tuyến chính (nút giao thông, cổng thu phí tích hợp) Chỉ có thể đi đến các hướng Busan và Sokcho Trạm thu phí Gijang cũ |
| 2                                | Gijang                           | 기장                             | 7.89                             | 13.92                            | Quốc lộ 14 (Gijang-daero) Quốc lộ 31 Tuyến đường thành phố Busan 91 (Gijang-daero)                      | Busan                            | Gijang-gun                       | |
| 2-1                              | Gijang JC                        | 기장 분기점                      | 7.89                             | 13.92                            | Đường cao tốc vành đai ngoài Busan                                                                      | Busan                            | Gijang-gun                       | |
| 3                                | Jangan                           | 장안                             | 5.39                             | 19.31                            | Quốc lộ 14 (Gijang-daero) Tuyến đường thành phố Busan 91 (Gijang-daero)                                 | Busan                            | Gijang-gun                       | |
| SA                               | Jangan SA                        | 장안휴게소                       |                                  |                                  | | Busan                            | Gijang-gun                       | Cả 2 hướng |
| 4                                | Onyang                           | 온양                             | 10.34                            | 29.65                            | Quốc lộ 14 (Namchang-ro) Gwangcheong-ro                                                                 | Ulsan                            | Ulju-gun                         | |
| 5                                | Cheongnyang                      | 청량                             | 7.84                             | 37.49                            | Quốc lộ 14 (Namchang-ro) Sinhang-ro                                                                     | Ulsan                            | Ulju-gun                         | |
| 5-1                              | Ulju JC                          | 울주 분기점                      |                                  |                                  | Đường cao tốc Hamyang–Ulsan                                                                             | Ulsan                            | Ulju-gun                         | |
| 6                                | Munsu                            | 문수                             | 5.27                             | 42.76                            | Quốc lộ 7 (Ungchon-ro)                                                                                  | Ulsan                            | Ulju-gun                         | |
| 7                                | Ulsan JC                         | 울산 분기점                      | 4.44                             | 47.20                            | Đường cao tốc Ulsan ( Đường cao tốc Gyeongbu)                                                           | Ulsan                            | Ulju-gun                         | Kết nối gián tiếp với Đường cao tốc Gyeongbu khi vào Eonyang                                                                        |
| 8                                | Beomseo                          | 범서                             | 8.10                             | 55.30                            | Quốc lộ 14 (Gwangmun-ro)                                                                                | Ulsan                            | Ulju-gun                         | |
| SA                               | Oedong SA                        | 외동휴게소                       |                                  |                                  | | Gyeongsangbuk-do                 | Gyeongju-si                      | Cả 2 hướng |
| 9                                | S.Gyeongju                       | 남경주                           | 14.56                            | 69.86                            | Quốc lộ 7 (Saneop-ro)                                                                                   | Gyeongsangbuk-do                 | Gyeongju-si                      | |
| 10                               | E.Gyeongju                       | 동경주                           | 11.56                            | 81.42                            | Quốc lộ 7 (Gyeonggam-ro) Quốc lộ 14 (Gameun-ro·Munmudaewang-ro) Tỉnh lộ 929 (Gameun-ro·Munmudaewang-ro) | Gyeongsangbuk-do                 | Gyeongju-si                      | |
| SA                               | Yangbuk SA                       | 양북휴게소                       |                                  |                                  | | Gyeongsangbuk-do                 | Gyeongju-si                      | Cả 2 hướng Khu vực nghỉ ngơi |
| TG                               | S.Pohang TG                      | 남포항 요금소                    |                                  |                                  | | Gyeongsangbuk-do                 | Pohang-si                        | Trạm thu phí chính |
| 11                               | S.Pohang                         | 남포항                           | 19.41                            | 100.83                           | Quốc lộ 31 (Yeongilman-daero) Mundeokseo-ro                                                             | Gyeongsangbuk-do                 | Pohang-si                        | Tháng 12 năm 2013 Khai trương sớm nút giao Ocheon-eup Nút giao Mundeok cũ                                                           |
| Có kế hoạch                      |                                  |                                  |                                  |                                  | |                                  |                                  | |
|                                  | N.Yeongilman                     | 북영일만                         |                                  |                                  | Yeongilman-daero                                                                                        | Gyeongsangbuk-do                 | Pohang-si                        | |
|                                  | N.Pohang                         | 북포항                           |                                  |                                  | Wolpo-ro                                                                                                | Gyeongsangbuk-do                 | Pohang-si                        | |
| SA                               | Pohang SA                        | 포항휴게소                       |                                  |                                  | | Gyeongsangbuk-do                 | Pohang-si                        | Hướng đi Busan |
| SA                               | Yeongdeok SA                     | 영덕휴게소                       |                                  |                                  | | Gyeongsangbuk-do                 | Yeongdeok-gun                    | Hướng đi Sokcho |
|                                  | S.Yeongdeok                      | 남영덕                           |                                  |                                  | Hoeri-gil                                                                                               | Gyeongsangbuk-do                 |                                  | |
|                                  | Yeongdeok JC                     | 영덕 분기점                      |                                  |                                  | Đường cao tốc Seosan–Yeongdeok                                                                          | Gyeongsangbuk-do                 |                                  | |
| Có kế hoạch                      |                                  |                                  |                                  |                                  | |                                  |                                  | |
| 29                               | Geundeok                         | 근덕                             | -                                | 0.00                             | Quốc lộ 7 (Donghae-daero) Simbanggeumgye-gil                                                            | Gangwon                          | Samcheok-si                      | Giao lộ Namsamcheok cũ |
| 30                               | Samcheok                         | 삼척                             | 9.36                             | 9.36                             | Quốc lộ 38 Osipcheon-ro                                                                                 | Gangwon                          | Samcheok-si                      | |
| 31                               | Donghae                          | 동해                             | 8.50                             | 17.86                            | Quốc lộ 7 (Donghae-daero)                                                                               | Gangwon                          | Donghae-si                       | |
| 32                               | Mangsang                         | 망상                             | 8.24                             | 26.10                            | Quốc lộ 7 (Donghae-daero)                                                                               | Gangwon                          | Donghae-si                       | |
| SA                               | Donghae SA                       | 동해휴게소                       |                                  |                                  | | Gangwon                          | Donghae-si                       | Hướng đi Busan |
| SA                               | Okgye SA                         | 옥계휴게소                       |                                  |                                  | | Gangwon                          | Gangneung-si                     | Hướng đi Sokcho |
| 33                               | Okgye                            | 옥계                             | 6.66                             | 32.76                            | Quốc lộ 7 (Donghae-daero) Okgye-ro·Hyeonnaesijang-gil                                                   | Gangwon                          | Gangneung-si                     | |
| 34                               | S.Gangneung                      | 남강릉                           | 17.86                            | 50.62                            | Quốc lộ 7 (Donghae-daero) Chilseong-ro                                                                  | Gangwon                          | Gangneung-si                     | |
| SA                               | Gujeong SA                       | 구정휴게소                       |                                  |                                  | | Gangwon                          | Gangneung-si                     | Cả 2 hướng |
| 35                               | Gangneung                        | 강릉                             | 8.21                             | 58.83                            | Quốc lộ 35 (Gyeonggang-ro)                                                                              | Gangwon                          | Gangneung-si                     | |
| 36                               | Gangneung JC                     | 강릉 분기점                      | 2.70                             | 61.53                            | Đường cao tốc Yeongdong                                                                                 | Gangwon                          | Gangneung-si                     | |
| 37                               | N.Gangneung                      | 북강릉                           | 7.24                             | 68.77                            | Quốc lộ 7 (Donghae-daero)                                                                               | Gangwon                          | Gangneung-si                     | |
| 38                               | S.Yangyang                       | 남양양                           | 9.24                             | 78.01                            | Quốc lộ 7 (Donghae-daero)                                                                               | Gangwon                          | Yangyang-gun                     | Nằm trên biên giới với Jumunjin-eup, Gangneung-si Giao lộ Hyeonnam cũ                                                               |
| SA                               | Yangyang SA                      | 양양휴게소                       |                                  |                                  | | Gangwon                          | Yangyang-gun                     | Cả 2 hướng Khu vực nghỉ ngơi |
| 39                               | Hajodae                          | 하조대                           | 15.22                            | 93.23                            | Quốc lộ 7 (Donghae-daero)                                                                               | Gangwon                          | Yangyang-gun                     | |
| 40                               | Yangyang JC                      | 양양 분기점                      | 9.68                             | 102.91                           | Đường cao tốc Seoul–Yangyang                                                                            | Gangwon                          | Yangyang-gun                     | |
| 40                               | Yangyang                         | 양양                             | 9.68                             | 102.91                           | Quốc lộ 44 (Seorak-ro) Quốc lộ 56 (Seorak-ro) Tỉnh lộ 56 (Seorak-ro)                                    | Gangwon                          | Yangyang-gun                     | |
| 41                               | N.Yangyang                       | 북양양                           | 10.41                            | 113.32                           | Jangjaeteo-ro                                                                                           | Gangwon                          | Yangyang-gun                     | |
| TG                               | Sokcho TG                        | 속초 요금소                      |                                  |                                  | | Gangwon                          | Sokcho-si                        | |
| 42                               | Sokcho                           | 속초                             | 8.48                             | 121.80                           | Tỉnh lộ 56 (Misilyeong-ro)                                                                              | Gangwon                          | Sokcho-si                        | |
| Có kế hoạch                      |                                  |                                  |                                  |                                  | |                                  |                                  | |

## Liên kết
- MOLIT Chính phủ Hàn Quốc, Bộ nhà đất, hạ tầng và giao thông vận tải Hàn Quốc